# Diecezja Penang
Diecezja Penang – rzymskokatolicka diecezja w Malezji. Powstała w 1955.

## Biskupi
- Francis Chan (1955–1967)
- Gregory Yong (1967–1977)
- Anthony Soter Fernandez (1977–1983)
- Antony Selvanayagam (1983–2012)
- Sebastian Francis (od 2012), kardynał